# Meridiano Zero (editore)
Meridiano Zero è una casa editrice italiana con sede a Padova, fondata nel 1997 da Marco Vicentini e specializzata prevalentemente nella pubblicazione di romanzi di genere noir.
Nel suo catalogo sono presenti autori sia italiani quali Angelo Petrella, Guglielmo Pispisa, Salvio Formisano, Claudio Morici, che stranieri quali Derek Raymond, Hugues Pagan, James Lee Burke, Robert Wilson e David Peace.
Si qualifica come medio editore ai sensi ISTAT, avendo pubblicato 300 titoli tra il 2003 e il 2018.
Nel 2012 il marchio è stato acquistato dalle Edizioni Odoya, con sede a Bologna casa editrice di saggistica che con questo marchio pubblica narrativa.